# Oliwia Kiołbasa
Oliwia Kiołbasa (* 26. April 2000 in Augustów) ist eine polnische Schachspielerin.

## Schachkarriere
Oliwia Kiołbasa gewann 2010 in Batumi die Jugendeuropameisterschaft im Schach in der Altersklasse U10 weiblich. Im gleichen Jahr erhielt sie den Titel eines Damen-FIDE-Meisters. 2014 belegte sie bei der Jugendweltmeisterschaft im Schach in der Altersklasse U14 weiblich den zweiten Platz.
Zwei Jahre später wurde Kiołbasa der Titel eines Internationalen Meisters der Frauen verliehen.
Bei der Schacheuropameisterschaft 2021 der Frauen in Iași belegte sie den dritten Platz. Im darauffolgenden Jahr erzielte sie ihren internationalen Durchbruch bei der Schacholympiade der Frauen in Mamallapuram. Dort gewann sie ihre ersten neun Spiele und beendete das Turnier mit einer Wertung von 9,5 Punkten aus elf Partien, was sie zur besten Einzelspielerin der Olympiade machte und ihr eine Goldmedaille einbrachte. In der Folge erhielt sie den Titel eines Internationalen Meisters.
Bei der Schach-Europameisterschaft der Frauen 2023 belegte sie gemeinsam mit Meri Arabidse den ersten Platz mit einer Punktzahl von 8/10 und gewann die Silbermedaille im Tie-Break.
Kiołbasa spielt regelmäßig in den besten österreichischen, deutschen, griechischen und polnischen Schachligen und vertritt ihr Land bei internationalen Teamwettbewerben.